# Ионический ордер

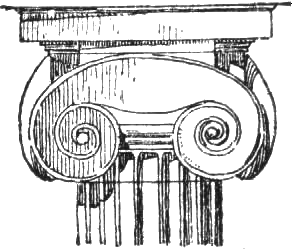
Древнегреческая ионическая колонна в книге Nordisk familjebok, 1910 год

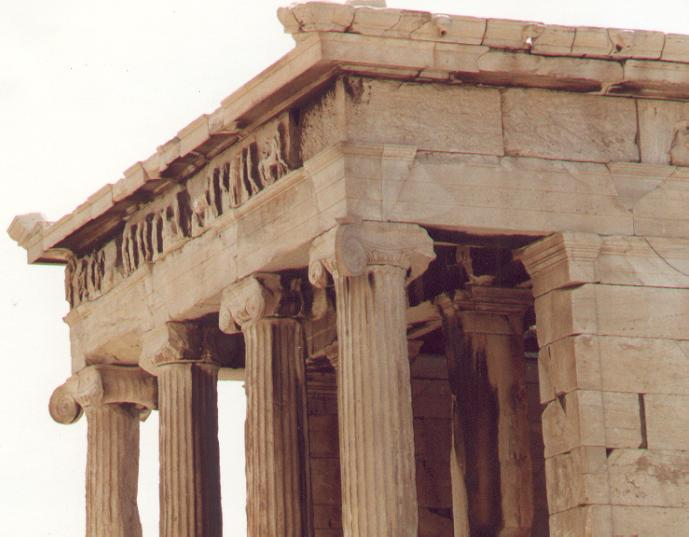
Афинский акрополь, Эрехтейон

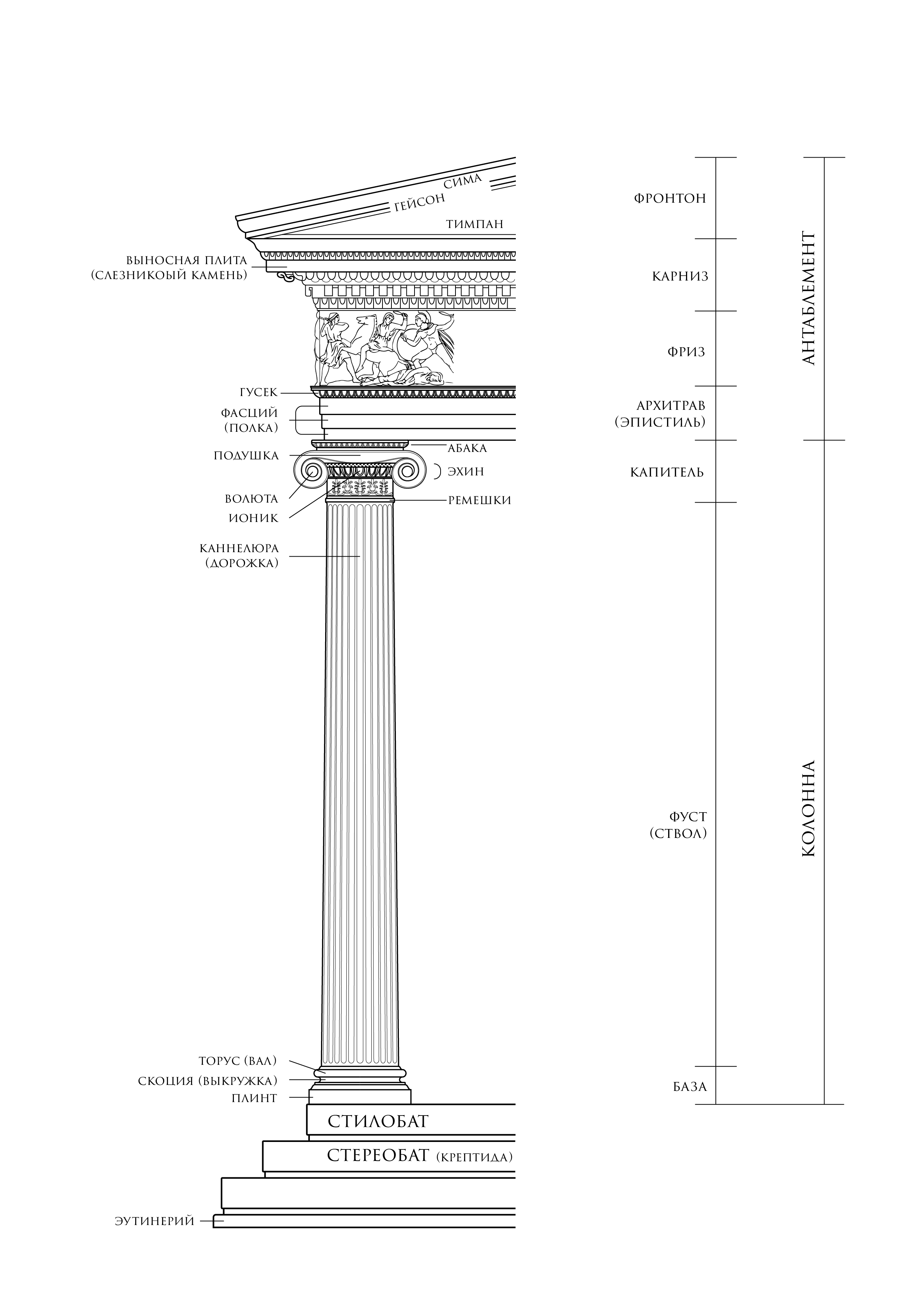
Ионический ордер

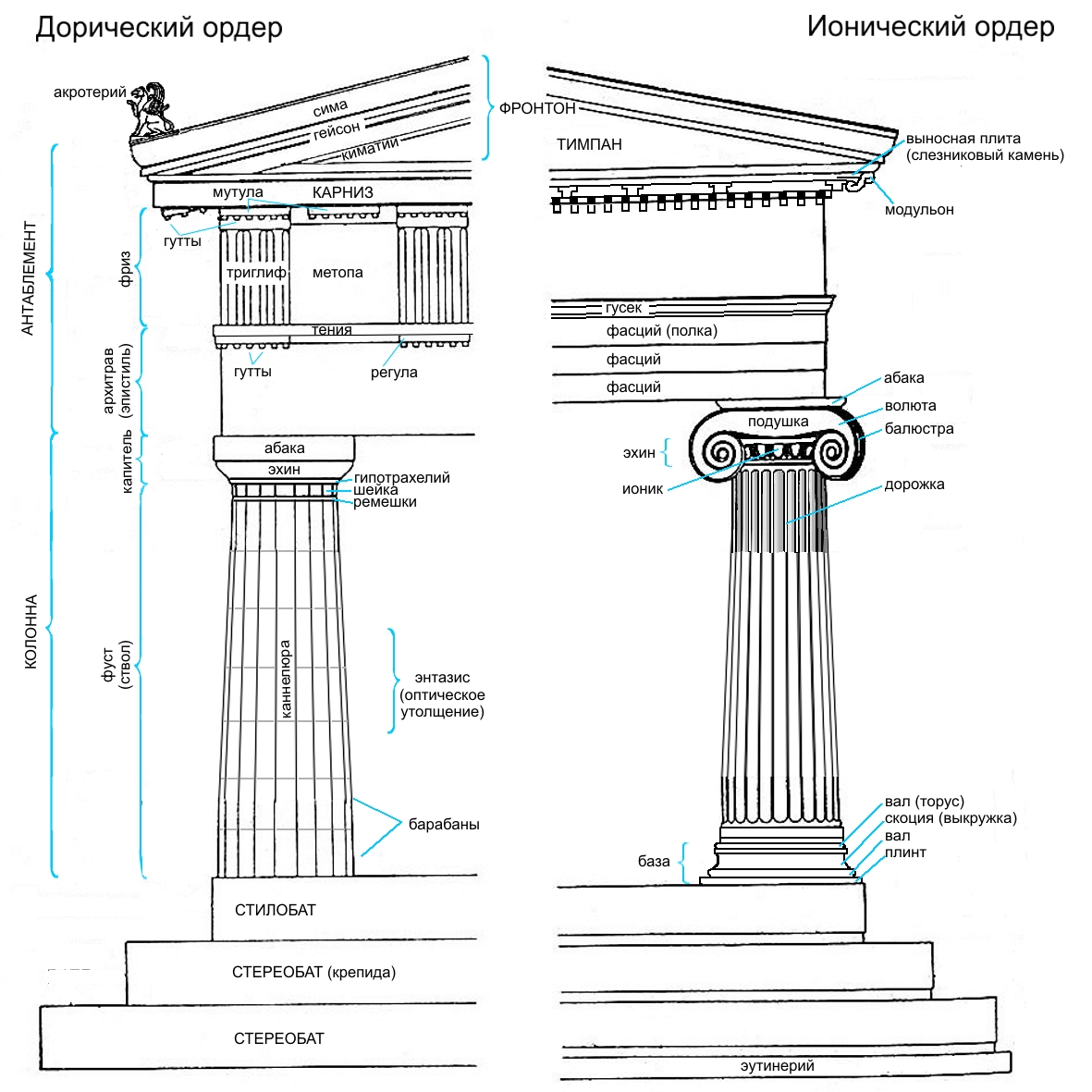
Дорический ордер (слева) и ионический ордер

Ионический ордер — один из трёх древнегреческих архитектурных ордеров. От более раннего дорического ордера отличается большей лёгкостью пропорций. Характерной чертой ионического ордера является капитель, которая дополнена двумя симметрично расположенными завитками — волютами.
Ионийцы — одно из трёх племён, наряду с дорийцами и ахейцами населявших Древнюю Грецию. В XIII—XII веках до н. э. под натиском вторгшихся с севера дорийцев, племена ионийцев переселились в Ионию на северо-западном побережье Малой Азии у Эгейского моря. Ионический ордер сложился в середине VI века до н. э. и распространился по территории Древней Греции в V веке до н. э.. Первым из больших ионических храмов был храм Геры на Самосе, построенный приблизительно в 570—560 годах до н. э. архитектором Роикосом и вскоре разрушенный в результате землетрясения. Наиболее выразительным представителем ионического ордера стал храм Артемиды Эфесской, признанный одним из «Семи чудес света».
В сравнении с суровым дорийским стилем ионийский характеризуется мягкостью, живописностью, эмоциональностью, утончённостью, обилием мелких декоративных деталей. По определению Витрувия отражает «грациозность женщины». Ранняя архитектура ионян, как и у других племён, была деревянной, но была связана с традициями персидской культуры. Если доряне на своих исконных землях имели дело с крупным строительным лесом, то в Малой Азии произрастали тонкоствольные породы. Для ионийского стиля типичны высокие тонкие колонны с профилированной базой и своеобразной капителью, имеющей пояс иоников — ряд ов (лат. ovum — яйцо), яйцеобразных форм, заострённых книзу и срезанных наверху, чередующихся со стрельчатыми элементами, а также завитки — волюты, по-гречески: гелика, или хелика (итал. volutа, греч. helix, helika — «завиток»). Пояс иоников в ионическом ордере украшает и другие архитектурные детали: фриз, карниз, «полочку», или тонкую абаку, ионической капители, образуя профиль S-образного изгиба, называемый ионическим киматием (от греч. kyma — волна).
Прототипы ионийской капители с двумя симметричными завитками существовали задолго до появления ионического ордера — их можно видеть на хеттских и ассирийских рельефах, в скальных гробницах Ликии. В этих прототипах, согласно теории О. Шуази, как и в сходных формах египетской архитектуры, капитель — подбалка с загнутыми концами, а ряд дентикул (зубчиков) повторяет форму торцов плотно уложенных брусьев перекрытия. Ближайшей аналогией изящной ионийской капители является эолийская, но эти капители имеют и существенные различия. Эолийская, азиатского происхождения, скорее, возникла от подражания расщеплённому стволу дерева и напоминает восточный цветок. Она хороша для завершения столба, мачты. Ионийская, с такими же завитками, или торносами (греч. tornos — циркуль), прообразами которых называют раковину улитки, рог, или бутон, — конструктивнее, она демонстрирует типично эллинский способ мышления: тектоническое переосмысление природных форм.

## Характерные черты

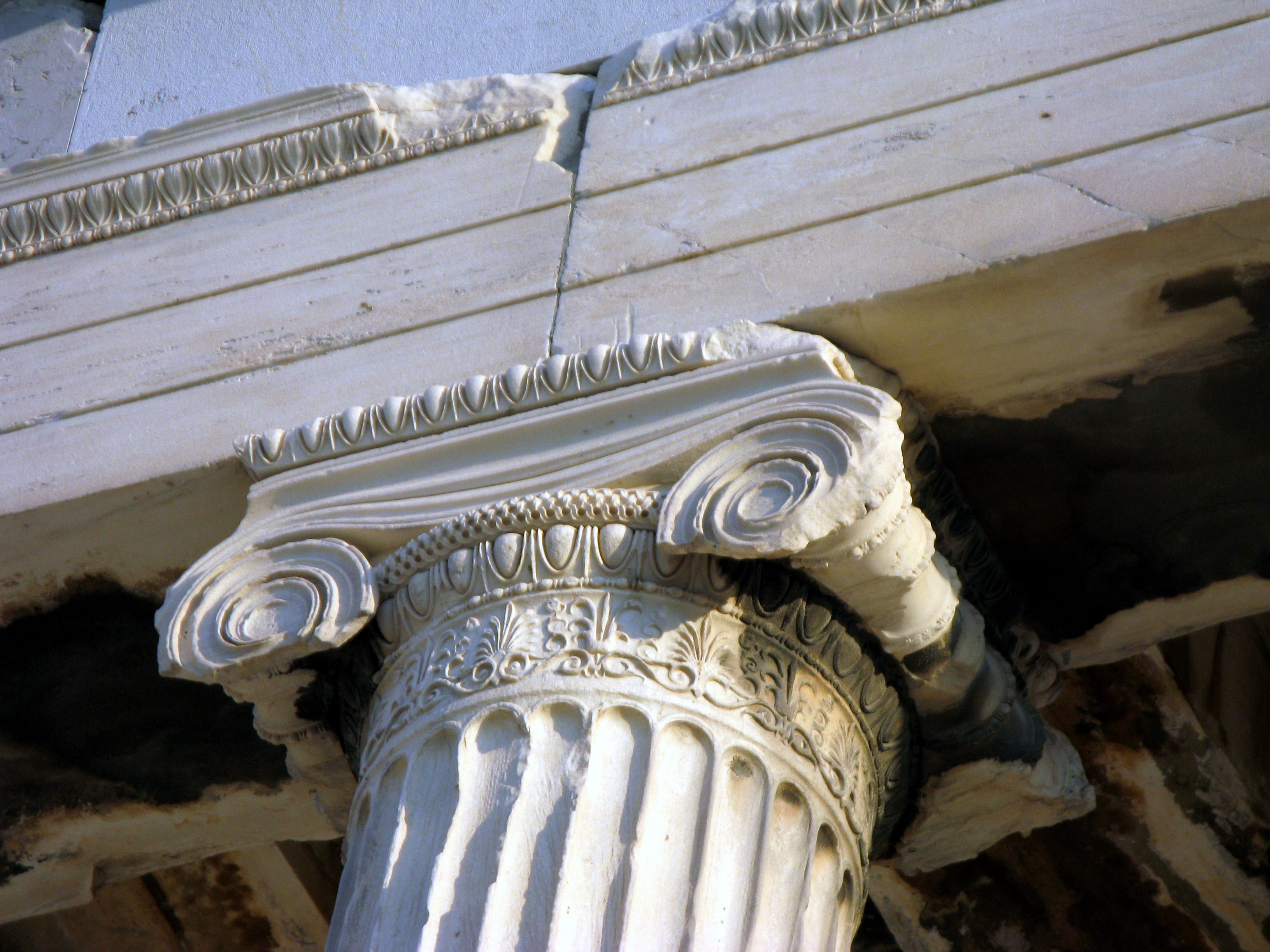
Капитель колонны Эрехтейона.

Ионический ордер существует в двух основных вариантах: малоазийском и аттическом. Основным считается малоазийский, первоначально сложившийся без фриза. Аттический появился гораздо позже, как следствие модификации первоначального малоазийского.
В ионической капители, несмотря на ее легкость и изящество, ясно выражен контраст вертикального и горизонтального направлений ордера. Восточные элементы оказались здесь подчиненными западной конструктивной идее. Один из самых ранних памятников архитектуры ионийского стиля — грандиозный храм Артемиды в Эфесе (Малая Азия; ок. 560 г. до н. э.). В храме Аполлона в Бассах (в античности: Фигалия, Пелопоннес; 420—410 гг. до н. э.) зодчий Иктин попытался применить трехгранную ионическую капитель: три волюты, расположенные под углом друг к другу. Но это решение осталось уникальным, пригодным только для внутренних колоннад. Постепенно форма ионической капители становилась всё более изысканной, упругой, а пропорции ордера утончались. Этот стиль демонстрируют внутренняя галерея Пропилей, храм Ники Аптерос («Бескрылой») и Эрехфе́йон (Эрехтейон) афинского Акрополя (421—406 гг. до н. э.). Капитель северного портика Эрехфейона представляет собой лучший образец ионийского стиля. «Убранство деталей капители отличается чисто азиатской роскошью. Ожерелье украшено пальметтами, эхин — иониками, валик, на который опирается абака, покрыт узором в виде плетения из лент, отчего его назначение подушки, уже указанное самым профилем, еще более бросается в глаза. При постройке памятника в мрамор были вделаны золоченые металлические розетки, образовывавшие глазки волют, а места скрещения в плетении на валике были отмечены цветной глазурью». Капитель Эрехфейона имеет еще одну замечательную пластическую особенность — линии, соединяющие волюты и изображающие освобождение от нагрузки, мягко прогибаются, как бы провисая под собственной тяжестью.
Архитрав ионического ордера, разделенный на три ступени (фасции), легче и тоньше дорического; вместо чередующихся триглифов и метоп он несет непрерывную ленту фриза — зофор, украшенный росписью или рельефом (греч. zoophoron — покрытый изображениями зверей). Здесь также добавляется цвет: белые фигуры рельефа с позолотой, как это было сделано в Эрехфейоне, эффектно выделяются на фоне темно-фиолетового мрамора.
Ствол (фуст) ионической колонны тоньше, чем у дорической, без энтасиса, имеет каннелюры (24 или 48). Каннелюры ионийских колонн глубже и расположены так, что между ними остаются промежутки — дорожки, а вверху и внизу образуются полукружия. Это создает иной, в сравнении с острыми гранями дорических каннелюр, изысканный и строгий образ. Дорожки зрительно сохраняют цилиндрическую форму колонны, а закругления игрой светотени усиливают ее стройность.
Фронтоны ионийских храмов тоже треугольные, но менее крутые, чем у дорийских, и, как правило, не заполняются скульптурой. Углы декорируются акротериями. Базы колонн имеют два варианта: малоазийский (конической формы) и аттический (с валиками и выкружкой). Ионический ордер превосходит дорический пластическими возможностями, он наряднее, изящнее, но эти качества достигаются ценой затруднений: ионическая капитель фронтальна — имеет один главный фасад. При помещении ее на угол здания красивые волюты будут видны только с одной стороны, а с другой — глухие балюстры (валики). Для таких случаев греки придумали специальную угловую капитель, но она оказалась асимметричной, треугольной. Это затруднение было преодолено только в абсолютно симметричной капители коринфского ордера (от названия города Коринфа между Аттикой и Пелопоннесом, где впервые обнаружили подобную капитель).
Колонна ионического ордера, в отличие от дорического делится на три части: основание, ствол и капитель. База часто сама опиралась на квадратную в плане плиту — плинт. Выпуклые элементы базы — полувалы (или торусы), украшались орнаментальной порезкой или горизонтальными желобками, по смыслу аналогичными каннелюрам. Скоции — вогнутые элементы — обычно оставались гладкими. Ионическая колонна стройнее, чем дорическая: её высота в период архаики равнялась восьми диаметрам (1:8), а позднее превышала девять диаметров (1:9). Утончение ствола кверху также было меньше, чем, например, в дорическом ордере. Греческие зодчие расставляли колонны очень широко, стремясь таким образом к получению ощущения легкости и изящества.

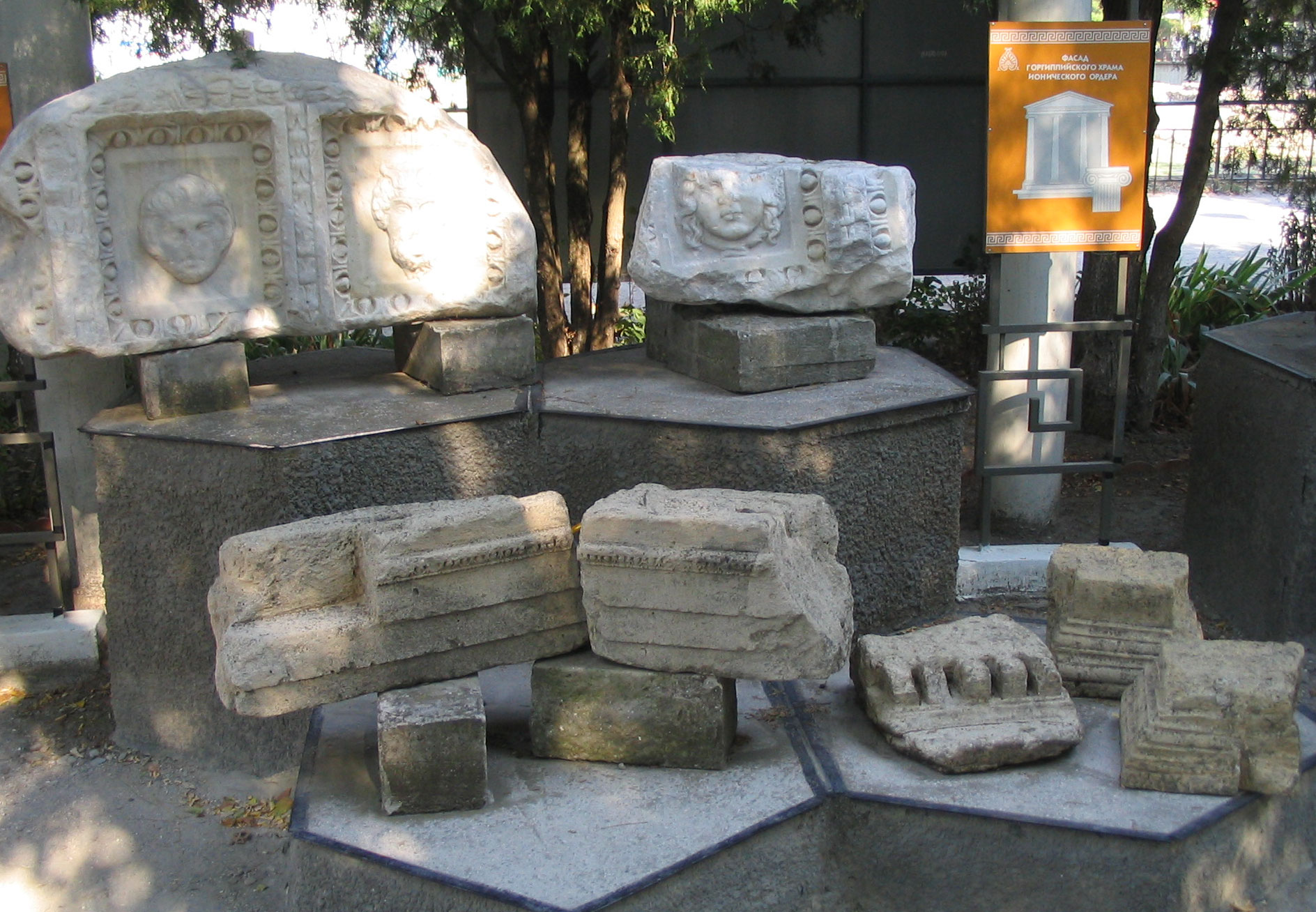
Остатки ионического храма в Горгиппии, 2007 год

### Малоазийский ионический ордер
Малоазийская база почти не расширяется к низу, она отличается сложностью своей прорисовки. Её основу составляют две части: основание, близкое по форме к цилиндру, и торус. Иногда к ним добавлялось ещё одно основание базы, кроме плинта, которое состояло из трех элементов в виде двойного валика каждый, разделявшихся двумя скоциями. Такая база встречается чаще всего. 

Антаблемент такой разновидности ионического ордера состоит из двух частей: архитрава и карниза. Архитрав зрительно выглядит легче дорического, за счет того, что небольшие горизонтальные уступы разделяют его на три гладкие, нависающие друг над другом полосы — фасции. Между архитравом и карнизом располагается пояс «сухариков». Венчающая часть — сима — украшалась очень богатой орнаментальной прорисовкой. 

Кровля малоазийского варианта чаще всего была плоской, что соответствовало основным архитектурно-строительным традициям региона.

### Аттический ионический ордер

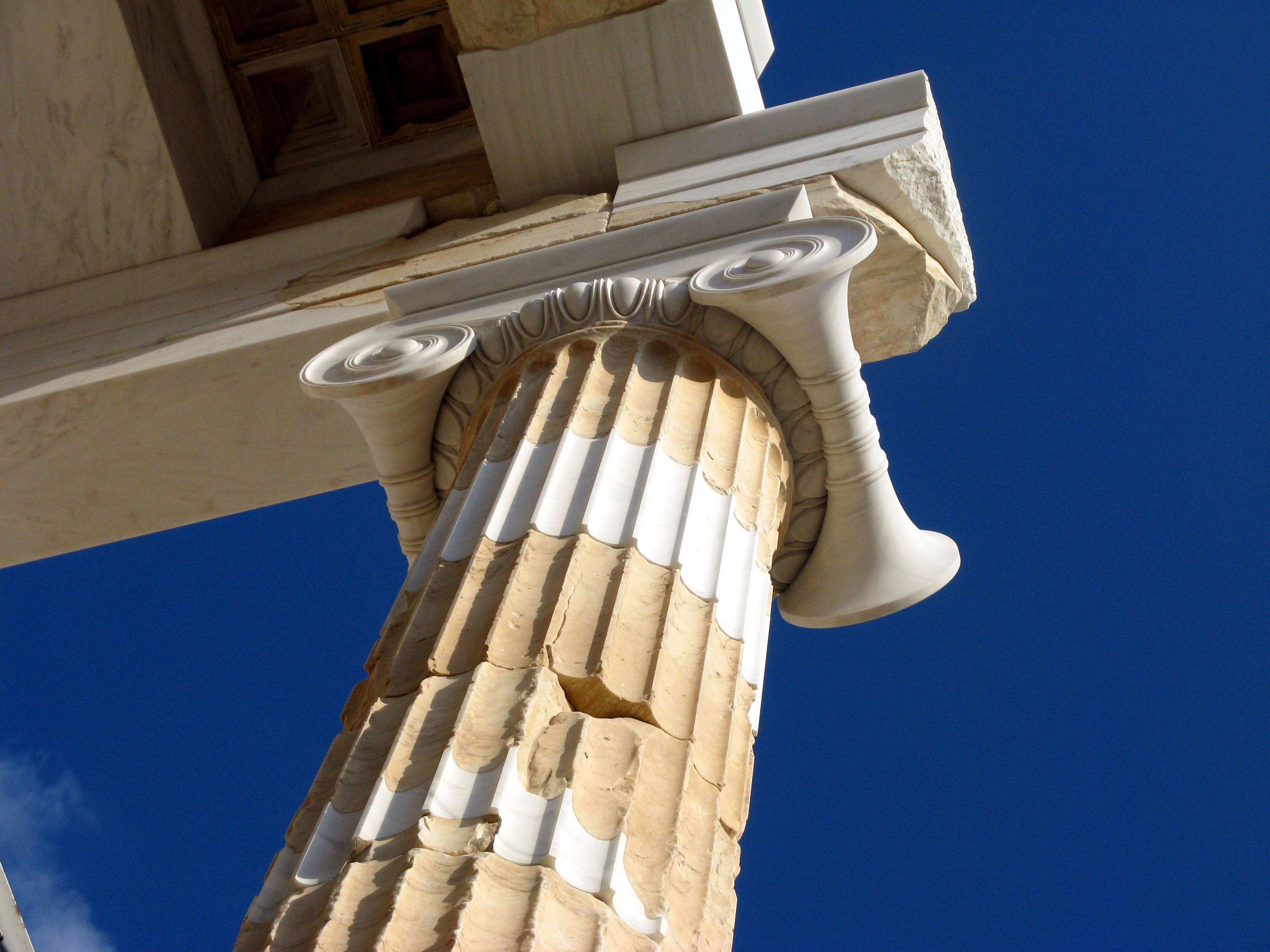
Отреставрированная ионическая колонна на входе в Афинский Акрополь.

Возникновение данного варианта ионического ордера было связано со строительством важнейших сооружений греческой культуры, например, ансамбля афинского Акрополя. Сильное влияние на процесс становления аттического ионического ордера оказал опыт традиций работы зодчих Аттики. 

Аттическая база расширяется книзу, обозначая тем самым передачу давления от колонны на основание. База состоит из двух торусов, разделенных скоцией, причём именно форма скоции определяет расширение базы. Плинт в базе не считается обязательным элементом. 

Антаблемент состоит не из двух частей, как в малоазийском варианте, а из трех, как в дорическом ордере. Отличие аттического антаблемента заключается в том что фриз не разделён на триглифы и метопы, а огибает здание сплошной неразделённой полосой, гладкой или украшенной скульптурным рельефом. 

Колонны аттического ионического ордера в целом не отличаются от малоазийского варианта. В небольших храмах существуют портики в которых колонны заменены статуями кариатид. Но это лишь подвид аттических колонн. 

Кровля по своему устройству не отличается от дорического ордера.